# Campoletis longiceps
Campoletis longiceps là một loài tò vò trong họ Ichneumonidae.